# Girls (EP)
Girls es el EP debut japonés del trío surcoreano EXO-CBX, la primera subunidad de EXO. Fue publicado el 24 de mayo de 2017 por Avex Trax. El álbum contiene siete canciones en total incluyendo la versión japonesa de «Hey Mama!» y una pista adicional en la primera edición del álbum.

## Antecedentes y lanzamiento
El 10 de marzo de 2017, fue revelado mediante una transmisión en vivo que EXO-CBX haría su debut japonés en algún momento de mayo de este año. El 1 de abril, se confirmó que el CBX haría su regreso con un EP japonés titulado Girls el 24 de mayo de 2017. El 26 de abril, se reveló que el miniálbum será lanzado en cuatro versiones, una versión del grupo y tres de cada miembro. La lista de canciones se publicaron también el mismo día. El 28 de abril, un teaser de la canción «Ka-CHING!» fue lanzado. Se reveló que la canción se utilizará como un tema final para el programa Nihon Terebi.

## Lista de canciones
| Edición estándar digital |                   |               |                                                |                 |          |  |
| N.º                      | Título            | Letras        | Música                                         | Arreglo         | Duración |  |
| 1.                       | «Girl Problems»   |               |                                                |                 |          |  |
| 2.                       | «Ka-CHING!»       |               |                                                |                 |          |  |
| 3.                       | «Hey Mama!»       | Jo Yoon Kyung | Shin Hyuk, Mrey, Jayrah Gibson, Davey Nate, DK | Shin Hyuk, MRey |          |  |
| 4.                       | «Tornado Spiral»  |               |                                                |                 |          |  |
| 5.                       | «Miss You»        |               |                                                |                 |          |  |
| 6.                       | «Diamond Crystal» |               |                                                |                 |          |  |

| Primera edición física estándar (pista extra) |                  |         |          |  |
| N.º                                           | Título           | Arreglo | Duración |  |
| 1.                                            | «KING AND QUEEN» |         |          |  |

## Historial de lanzamiento
| Región | Fecha              | Formato              | Distibuidora |
| ------ | ------------------ | -------------------- | ------------ |
| Japón  | 24 de mayo de 2017 | CD, descarga digital | Avex Trax    |
| Mundo  | 24 de mayo de 2017 | Descarga digital     | Avex Trax    |